# Burmattus
Burmattus Prószynski, 1992 è un genere di ragni appartenente alla famiglia Salticidae.

## Etimologia
Il nome è composto per la prima parte dal prefisso Burma-, che ne indica l'origine e la diffusione birmana e per la seconda parte dal suffisso -attus, caratteristico di vari generi della famiglia Salticidae, un tempo denominata Attidae.

## Distribuzione
Le 4 specie oggi note di questo genere sono state rinvenute in Asia sudorientale e orientale; una è endemica dell'isola di Sumbawa.

## Tassonomia
A dicembre 2010, si compone di quattro specie:
- Burmattus albopunctatus (Thorell, 1895) — Birmania
- Burmattus pachytibialis Prószynski & Deeleman-Reinhold, 2010 — isola di Sumbawa
- Burmattus pococki (Thorell, 1895)[2] — dalla Birmania alla Cina, Giappone, Vietnam
- Burmattus sinicus Prószynski, 1992 — Cina